# Річний (Заводоуковський міський округ)
Річни́й (рос. Речной) — селище у складі Заводоуковського міського округу Тюменської області, Росія.
Населення — 287 осіб (2010, 290 у 2002).
Національний склад станом на 2002 рік:
- росіяни — 71 %